# Tamaz Guelachvili
Pour les articles homonymes, voir Guelachvili.
Tamaz Guelachvili ou Gelashvili est un joueur d'échecs géorgien né le 8 avril 1978 dans la République socialiste soviétique de Géorgie.
Au 1er septembre 2022, il est le septième joueur géorgien avec un classement Elo de 2 548 points.

## Biographie et carrière
Grand maître international depuis 1999, Guelachvili a remporté le championnat de Géorgie en 2000. En 2001, il finit premier du 9e open de Neuchatel. Lors des championnats d'Europe individuels Il finit 31e en 2002 avec 7,5 points sur 13 du championnat disputé à Batoumi en Géorgie. 
En 2013 et 2016, il finit premier ex æquo du World Open de Philadelphie aux États-Unis.
Katcheichvili représenta la Géorgie lors de six olympiades, jouant cinq fois comme échiquier de réserve (en 2000, 2004, 2006, 2010 et 2022), et au quatrième échiquier en 2016. Il participa à deux championnats d'Europe par équipe, en 1999 et en 2007. En 2001 , il remporta la médaille d'argent individuelle au sixième échiquier lors de la Coupe d'Europe des clubs d'échecs avec l'équipe du ŠK Kiseljak qui finit septième de la compétition.